# Pangquangou
Pangquangou (kinesiska: 庞泉沟, 庞泉沟镇) är en köping i Kina. Den ligger i provinsen Shanxi, i den norra delen av landet, omkring 93 kilometer väster om provinshuvudstaden Taiyuan. Antalet invånare är 1 706. Befolkningen består av 823 kvinnor och 883 män. Barn under 15 år utgör 11,0 %, vuxna 15-64 år 75 %, och äldre över 65 år 13,0 %.
Genomsnittlig årsnederbörd är 689 millimeter. Den regnigaste månaden är juli, med i genomsnitt 232 mm nederbörd, och den torraste är december, med 4 mm nederbörd.